# 李述 (景泰進士)
李述（1428年—？），字繼之，江西南昌府豐城縣人，民籍，明朝政治人物。進士出身。

## 生平
江西鄉試第一百十名。景泰五年（1454年）甲戌科會試第二百四十五名，殿試登進士第三甲第一百六十二名。

## 家族
曾祖父李克恭。祖父李玉琪。父亲李尚慶。